# Knottingley
Knottingley est une ville de la Cité de Wakefield, dans le Yorkshire de l'Ouest, en Angleterre.